# Patriarcha Kartaginy
Patriarcha Kartaginy – historyczny patriarchat Kościoła katolickiego.
Biskupstwo Kartaginy utworzono pod koniec II wieku. Od III do VII wieku biskup Kartaginy nosił tytuł Zwierzchnika prowincji Africa, Mauretania Sitifensis, Imperial Mauretania, Numidia, Byzacena, Tripolitania i Patriarchy Kościoła Afrykańskiego. Podległy jedynie papieżowi, był nieformalnie patriarchą Afryki. Po podboju północnej Afryki przez Bizancjum, a następnie Arabów w VII wieku funkcja stała się czysto tytularna.
W XVII wieku zniesiono patriarchat, a na jego miejsce wprowadzono wikariat apostolski. W 1884 utworzono arcybiskupstwo Kartaginy. Papież Leon XIII nadał też w tym samym roku, nawiązując do starożytnego znaczenia tej diecezji, arcybiskupom Kartaginy tytuł Prymasa Afryki. W 1964 przekształcono je w prałaturę Tunisu, zaś w 1995 w biskupstwo Tunisu.

## Biskupi Kartaginy i Patriarchowie Afryki
- Optatus
- Agrippinus (ok. 197)
- Cyrus
- Donatus Magnus
- Św. Cyprian (249-258) 
  - Felicissimus; antypatriarcha (251-?), mianowany przez Antypapieża Nowacjana
  - Fortunatus; antypatriarcha, mianowany przez Antypapieża Nowacjana
  - Maximus; antypatriarcha, mianowany przez Antypapieża Nowacjana
- Carpophorus (258-?)
- Lucian
- Mensurius (?-311)
- Caecilianus (311-ok. 325) 
  - Majorinus; antypatriarcha (311-315)
  - Donatus II Magnus; antypatriarcha (315-355)
- Gratus (ok.330 -352) 
  - Parmenianus; antypatriarcha (355-391)
- Restitutus (352-373)
- Genethlius (373-?)
- Św. Aurelius (391-430) 
  - Primian; antypatriarcha (391-393), 1 raz
  - Maximianus; antypatriarcha (393-394)
  - Primian; antypatriarcha (394-ok. 400), 2 raz
- Capreolus
- Quodvultdeus (ok. 434-ok. 454)
- Św. Deogratias (ok. 454—456) 
  - wakat (456-481)
- Św. Eugenius (481-505) 
  - wakat (505-523)
- Bonifacy (ok. 523—ok. 535)
- Repartatus (ok. 535-ok. 553)
- Primosus (ok. 553-ok. 565)
- Publianus (ok. 581)
- Dominicus (ok. 591)
- Fortunius (ok. 632)
- Wictor (ok. 635)
- Tomasz (ok. 1053)
- Cyriacus (ok. 1076)

## Apostolski wikariat Tunisu (1650-1884)
- Jean le Vacher (1650-1683)
  - nieznany; zniesiony w 1798 i przywrócony w 1843
- Mgr. Sutter (1843-1881)
- Charles-Martial Allemand-Lavigerie (1881-1884), arcybiskup od 1884 (patrz niżej)

## Arcybiskupi Kartaginy i Prymasi Afryki (1884-1964)
- kard. Charles Lavigerie (1884 - 1892)
- Barthélemy Clément Combes (1893 - 1922)
- Alexis Lemaître MAfr (1922 - 1939)
- Charles-Albert Gounot CM (1939 - 1953)
- Paul-Marie-Maurice Perrin (1953 - 1964)

## Prałaci Tunisu (1964-1995)
- Michel Callens (1965-1990)
- wakat (1990-1995)

## Biskupi Tunisu (1995-2010)
- Fouad Twal (1995-2005)
- Maroun Lahham (2005-2010), arcybiskup od 2010 (patrz niżej)

## Arcybiskupi Tunisu (2010-)
- Maroun Lahham (2010–2012)
- Ilario Antoniazzi (2013-2024)
- Nicolas Lhernould (od 2024)